# Público (álbum)
Público es el cuarto DVD recopilatorio de No te va gustar. Fue grabado en los recitales del 19 de marzo de 2011 en las Canteras Del Parque Rodó y del 16 de abril de 2011 en el Luna Park, en la presentación del CD Por lo menos hoy. El DVD Fue lanzado el 9 de marzo de 2012 y cuenta con la participación de invitados de lujo como Luciano Supervielle, la murga uruguaya Agarrate Catalina, Bersuit Vergarabat, Juanchi Baleiron de Los Pericos, Socio, y Sebastián Cebreiro de La Vela Puerca, entre otros. El audio del CD es el del DVD grabado en el recital de la Rambla de Montevideo, mientras que los videoclips combinan imágenes de este show con las del Luna Park.

## Lista de canciones
| Número de pista | Título                 | Álbum                        | Duración |
| --------------- | ---------------------- | ---------------------------- | -------- |
| 01              | Con el viento          | Por lo menos hoy             | 2:06     |
| 02              | Fuera de control       | Todo es tan inflamable       | 3:25     |
| 03              | Chau                   | Por lo menos hoy             | 5:03     |
| 04              | Al vacío               | Aunque cueste ver el sol     | 4:04     |
| 05              | Cero a la izquierda    | Por lo menos hoy             | 3:57     |
| 06              | Arde                   | Por lo menos hoy             | 4:36     |
| 07              | Memorias del olvido    | Por lo menos hoy             | 4:59     |
| 08              | Cosa linda             | Solo de noche                | 2:09     |
| 09              | Clara                  | Este fuerte viento que sopla | 4:15     |
| 10              | Verte reír             | Aunque cueste ver el sol     | 4:07     |
| 11              | Tu defecto es el mio   | Por lo menos hoy             | 3:14     |
| 12              | Cielo de un solo color | Aunque cueste ver el sol     | 3:54     |
| 14              | Ángel con campera      | Por lo menos hoy             | 4:26     |
| 15              | Tan lejos              | El camino más largo          | 5:14     |
| 16              | Te voy a llevar        | Este fuerte viento que sopla | 5:52     |
| 17              | No hay dolor           | Este fuerte viento que sopla | 4:44     |
| 18              | Pensar                 | Todo es tan inflamable       | 3:26     |
| 19              | El camino              | El camino más largo          | 5:16     |
| 20              | No era cierto          | Solo de noche                | 4:03     |

## Músicos
- Emiliano Brancciari: Voz y 1° Guitarra.
- Pablo Coniberti: 2° Guitarra y coros
- Guzmán Silveira: Bajo,contrabajo y coros
- Diego Bartaburu: Batería y percusión
- Denis Ramos: Trombón percusión y coros
- Martín Gil: Trompeta voz y coros
- Mauricio Ortiz: Saxo
- Marcel Curuchet: Teclados y coros
- Gonzalo Castex: Percusión,guitarra y coros